# کلوچکووو
کلوچکووو (به لهستانی:  Kluczkowo) یک روستا در لهستان است که در گمینا شویدوین واقع شده‌است.
 کلوچکووو  ۲۱۴ نفر جمعیت دارد و ۱۱۰ متر بالاتر از سطح دریا واقع شده‌است.